# Pseudidothea miersi
Pseudidothea miersi is een pissebed uit de familie Pseudidotheidae. De wetenschappelijke naam van de soort is voor het eerst geldig gepubliceerd in 1884 door Théophile Rudolphe Studer.